# Maptitude
Maptitude é um programa de computador para mapeamento criado pela Caliper Corporation e que permite aos usuários visualizar, editar e integrar-se com mapas. O programa e a tecnologia são projetados para facilitar a visualização geográfica e análises tanto com dados embutidos ou dados externos personalizados.
Maptitude é destinado a usuários comerciais, mas compete em todos os níveis de mercado de sistemas SIG em diversos setores. Ele encapsula a funcionalidade de SIG do núcleo do conjunto de produtos de mapeamento da Caliper e se integra com o Microsoft Office, mapeamento de dados de diversas fontes, incluindo o Microsoft Excel e inclui uma linguagem própria similar a BASIC (Caliper Script) com uma interface de desenvolvimento (GISDK) que permite a programação para automação do ambiente do Maptitude.
A tecnologia da Caliper é usada nos seguintes programas aplicativos para usuário final:
- Maptitude (para usuários internacionais, com dados personalizados para os EUA, Reino Unido, Canadá, Austrália e Brasil[2][3][4]; e versões adicionais para Portugal[5], Argentina, Chile, Colômbia, França, Alemanha, Índia, Irlanda, Itália, México, Países Baixos, Nova Zelândia, Espanha e África do Sul)[6]
- Maptitude for Redistricting (para setorizações profissionais)
- Maptitude for Precinct and Election Management (para gestão de informações eleitorais municipais e estaduais)
- Political Maptitude (para os estrategistas de campanha política) [descontinuado em 2008]
- TransCAD (para profissionais de planejamento de transportes)
- TransModeler (para simulação de tráfego)

A tecnologia de Caliper também é usada nos seguintes produtos baseado na Web:
- Maptitude para Web
- TransCAD para a Web

A plataforma de desenvolvimento Web usa códigos fontes de aplicações modelos que pode ser editados usando Javascript, HTML e ASP.NET. Modelos de aplicação (Mapplications) são usados para criar um aplicativo da web ou serviço. Os modelos padrões incluem aplicativos Ajax e mashups que usam o Google Maps via Google Map API.

## Histórico do produto
A licença de uso do Maptitude padrão normalmente é liberada anualmente, tanto como atualização e como um produto fechado completo; a versão atual é a 2015. O Maptitude, que foi lançado como Maptitude 3.0 em 1995, com numeração de versão de acordo com o TransCAD 3.0, a primeira versão para Microsoft Windows do programa. A edição Community 2020 foi lançada em 1997, um produto desenvolvido para o departamento de habitação e desenvolvimento urbano dos EUA (HUD). O Maptitude 4.0 foi lançado mais tarde naquele mesmo ano (1997) e versões posteriores incluíram recursos adicionais e dados do Censo americano de 2000. A versão 5.0 foi lançado em 29 de janeiro de 2008. A edição com o MAF/TIGER Partnetship Software (MTPS) foi lançada em 2008, um produto desenvolvido para o U.S. Census Bureau. A versão 6.0 foi lançada no início de 2011.
Maptitude 2012, Maptitude 2013 e Maptitude 2014 passaram a incluir mapas atualizados, dados demográficos e feições geográficas. Por exemplo, para os EUA, os dados do censo 2010, demografia ACS e mapas Nokia/Hete foram todos atualizados. O Maptitude 2015, a versão atual, é focada em melhorias para de apresentação, com a inclusão de mapas 3D, relatórios e mosaicos de imagens on-line.
- Maptitude 3.0 (1995), o lançamento inicial como um produto comercial
- Community 2020 (1997), para o departamento de habitação e desenvolvimento urbano dos EUA

Maptitude 4.0 (1997), com significativas atualizações de funcionalidades
- 4.1 Maptitude (1999), primeira versão com dados do censo 2000
- 4.2 Maptitude (2000), a primeira versão incluindo o GISDK ao invés de oferecê-lo como um opcional
- Maptitude 4.5 (2001), com significativas atualizações de funcionalidades
- Maptitude 4.6 (2003), muito semelhante ao 4.5; mais de uma atualização de dados do censo[16]
- Maptitude 4.7 (2004), com novos recursos e dados[17]
- Maptitude 4.8 (2006), primeira versão a suportar baixa de arquivos de fotos aéreas[18]
- Maptitude 5.0 (2008), grande lançamento[19]
- MTPS (2008), para o departamento do censo dos Estados Unidos[20]
- Maptitude 6.0 (2011), a primeira versão a incluir dados comerciais ao nível de ruas[21]
- Maptitude 2012 (2012), atualizado programa, dados e demografia. Funcionalidades fornecem tempo de viagem melhorado e novos recursos de roteirização. [22]
- Maptitude 2013 (2013), atualizado programa, dados e demografia. Recursos adicionais fornecem recursos adicionais internacionais. .[23]
- Maptitude 2014 (2014), atualizado programa, dados e demografia. Funcionalidades melhoram a apresentação das saídas. [24]
- Maptitude 2015 (2015), atualizado programa, dados e demografia. Funcionalidades melhoram relatório. [25]

Novas versões às vezes têm sido lançadas antes dos lançamentos do TransCAD equivalente com mesma numeração, mas recentes versões passaram a suceder a data de lançamento de versões do programa TransCAD. O Maptitude 2012 representou uma mudança na forma de numeração de versões, com número do ano do lançamento.
O programa está disponível para Microsoft Windows.